# Vincas Mykolaitis-Putinas
Vincas Mykolaitis-Putinas (Pilotiškės, 6 gennaio 1893 – Kačerginė, 7 giugno 1967) è stato uno scrittore e poeta lituano.
Firmava i suoi scritti come Putinas, che significa viburno.

## Biografia
Studiò al seminario di Seinai e venne consacrato sacerdote nel 1915, sebbene abbia sempre avuto grandi dubbi sulla sua missione pastorale. Già durante gli anni di seminario, iniziò a scrivere e pubblicare le sue prime poesie.
Dopo il seminario, continuò i suoi studi a San Pietroburgo, dove nel 1917 pubblicò la sua prima raccolta di poesie, dopo di che continuò a studiare in Svizzera, dove si laureò nel 1922.
Terminati gli studi nell'Europa occidentale, ritornò in Lituania, divenendo lettore all'Università della Lituania; nel frattempo continuò a lavorare alla sua opera più conosciuta, un romanzo parzialmente autobiografico in tre volumi dal titolo Altorių šešėly (All'omnbra dell'altare), pubblicato nel 1933.
Le sue difficoltà ad adattarsi alla missione pastorale si accentuò progressivamente e Mykolaitis abbandonò i voti nel 1935, divenendo successivamente docente dell'Università di Vilnius.
Tra gli altri lavori di Vincas Mykolaitis si ricordano i romanzi Tarp dviejų aušrų e Sukilėliai (incompiuto).
Mykolaitis riposa nel Cimitero Rasos di Vilnius.